# ISO 3166-2:TD
کد ISO 3166-2:TD بخشی از استاندارد ایزو ۳۱۶۶ برای کشور چاد است که توسط سازمان بین‌المللی استانداردسازی ISO تنظیم شده‌است این سازمان، کدهای استاندارد را برای تقسیمات کشوری (ایالت‌ها یا استان‌های) کشورهای فهرست شده در استاندارد ایزو ۳۱۶۶-۱ تعریف می‌کند.
هر کد شامل دو بخش می‌گردد که توسط علامت - جدا می‌گردند.
- بخش نخست TD که در ایزو ۳۱۶۶-۱ آلفا-۲ کد کشور چاد است.
- بخش دوم شامل یک یا دو یا سه حرف است که بیان‌کننده استان یا ایالت کشور چاد می‌باشد.

## کدها
| کدها  | استان                    |
| ----- | ------------------------ |
| TD-BA | Batha Region             |
| TD-LC | Lac Region               |
| TD-BG | Bahr el Gazel Region     |
| TD-BO | Borkou Region            |
| TD-HL | Hadjer-Lamis Region      |
| TD-EN | Ennedi Region            |
| TD-KA | Kanem Region             |
| TD-LO | Logone Occidental Region |
| TD-LR | Logone Oriental Region   |
| TD-ND | انجامنا                  |
| TD-MA | Mandoul Region           |
| TD-MO | Mayo-Kebbi Ouest Region  |
| TD-ME | Mayo-Kebbi Est Region    |
| TD-GR | Guéra Region             |
| TD-SA | Salamat Region           |
| TD-MC | Moyen-Chari Region       |
| TD-CB | Chari-Baguirmi Region    |
| TD-SI | Sila Region              |
| TD-TA | Tandjilé Region          |
| TD-TI | Tibesti Region           |
| TD-OD | Ouaddaï Region           |
| TD-WF | Wadi Fira Region         |